# Station Borszewice
Station Borszewice is een spoorwegstation in de Poolse plaats Borszewice.